# Železniční stanice Roš ha-Ajin cafon
Železniční stanice Roš ha-Ajin cafon (hebrejsky תחנת הרכבת ראש העין צפון‎, Tachanat ha-rakevet Roš ha-Ajin cafon) je železniční stanice na železniční trati Tel Aviv-Ra'anana v Izraeli, respektive na zlomku původní trasy východní železniční tratě.
Leží v centrální části Izraele, v pobřežní planině, cca 14 kilometrů od břehu Středozemního moře v nadmořské výšce okolo 30 metrů. Je situována na východní okraj aglomerace Tel Avivu, konkrétně cca 2 kilometry severozápadně od města Roš ha-Ajin. Jde o hustě osídlenou městskou krajinu, která ale severně a severozápadně od stanice přechází v původní zemědělskou krajinu s vesnicemi jako Neve Jarak nebo Chagor. Na jih odtud se nacházejí prameniště řeky Jarkon. Stanice je situována u křižovatky dálnice číslo 5 a dálnice číslo 6 (Transizraelská dálnice).
Nachází se na dochovaném úseku východní železniční trati, která až do počátku 50. let 20. století byla jedinou spojnicí Tel Avivu a města Haifa. Po výstavbě pobřežní železniční trati mezi Tel Avivem a městy Netanja a Chadera ovšem role této trati klesla, postupně byl na ní provoz utlumen, zčásti došlo i k snesení kolejového svršku. Nynější stanice byla otevřena roku 2003. Šlo o součást dlouhodobých investic směřujících k posílení a zahuštění železniční sítě v aglomeraci Tel Avivu. V jejich rámci došlo k využití části východní železniční trati pro novou trať, která z ní odbočuje severně odtud do měst Kfar Saba a Hod ha-Šaron (později prodloužena do města Ra'anana). Železniční stanice Roš ha-Ajin cafon nahradila nyní již nepoužívanou Železniční stanice železniční stanici Roš ha-Ajin darom, která byla od roku 2000 konečnou stanicí pro osobní přepravu z Tel Avivu (respektive z železniční stanice Bnej Brak). Stanice je obsluhována autobusovými linkami společnosti Egged. K dispozici jsou parkovací místa pro automobily, prodejní automaty na nápoje a veřejný telefon.